# Cheek to Cheek Tour
Il Cheek to Cheek Tour è stato un tour mondiale dei cantanti statunitensi Tony Bennett e Lady Gaga, a supporto del loro album in studio Cheek to Cheek (2014).

## Storia
Nel settembre 2012, il cantante americano jazz Tony Bennett ha confermato a Rolling Stone che avrebbe registrato e pubblicato un album jazz con la cantante Lady Gaga. Il 29 luglio 2014, il duo è apparso al The Today Show per annunciare formalmente la loro collaborazione, dal titolo Cheek To Cheek, e ha confermato la data di uscita dell'album negli Stati Uniti per il 23 settembre 2014. Dopo l'annuncio del rilascio, si è tenuto un mini concerto al Teatro della Rosa del Lincoln Center for the Performing Arts, intitolato Tony Bennett & Lady Gaga: Cheek To Cheek Live!, che è andato in onda su PBS il 24 ottobre 2014, e un DVD della performance è stato pubblicato il 20 gennaio 2015. Nel frattempo, Gaga ha anche finito il suo tour mondiale ArtRave: The Artpop Ball a sostegno del suo terzo album in studio Artpop; il tour si è concluso il 24 novembre 2014.
Dopo aver promosso Cheek to Cheek attraverso molteplici vie come apparizioni televisive, spettacoli dal vivo, pubblicità e campagne, Bennett ha confermato che lui e Gaga sarebbe andati in tour in alcuni festival jazz nel 2015, per sostenere l'album. Secondo lui, Gaga era stanca di esibirsi in posti più grandi e voleva avere sedi in cui potevano fare date per almeno 3-4 giorni, oppure per 3-6 settimane. Bennett ha anche spiegato che era abituato a esibirsi in sale di musica acustica e teatri all'aperto, così Gaga aveva esaminato tali opzioni. "Non sono interessato a esibirmi davanti a 45.000 persone a notte, quindi [Gaga] ha trovato posti dove abbiamo potuto lavorare per tre o quattro giorni, o tre o quattro settimane, in un luogo alla volta. Ecco come vuole lavorare con me."

## Sviluppo

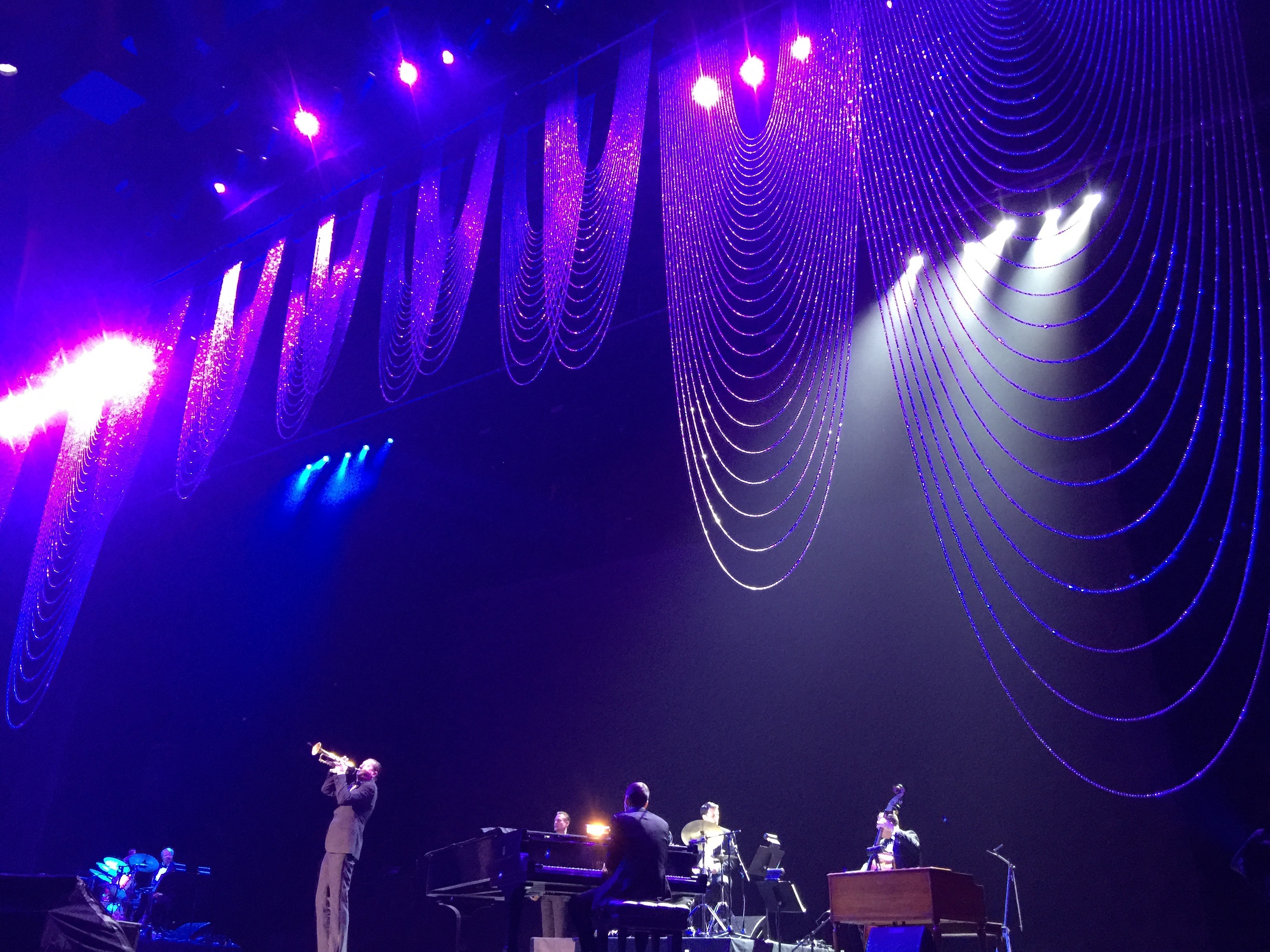
Il palco del tour con le tende di cristallo e l'orchestra sotto di esse

Durante il New Year's Eve 2014, il duo ha iniziato il Cheek To Cheek Tour esibendosi al Casinò Cosmopolitan di Las Vegas, che diventa il loro primo concerto negli Stati Uniti dopo l'uscita dell'album. Si esibirono anche ai 57° Grammy Awards e ad un concerto post-Grammy l'8 febbraio 2015, presso il Teatro Wiltern di Los Angeles, subito dopo la conclusione della cerimonia. Altri show sono stati programmati nel 2015, tra cui uno all'Hollywood Bowl il 30 maggio; alla Royal Albert Hall di Londra l'8 giugno; e al Radio City Music Hall di New York City il 19 giugno. Molti degli spettacoli del tour sono una parte di festival musicali, come il Festival di Ravinia, il Jazz Festival di Copenaghen, il North Sea Jazz Festival, e il Gent Jazz Festival. Oltre agli spettacoli in programma, il duo ha anche eseguito un concerto di beneficenza per WellChild a Londra e si esibiranno al Plaza Hotel di New York il 24 giugno, per una raccolta di fondi a sostegno della campagna presidenziale di Hillary Clinton.
Per lo spettacolo, il palcoscenico è stato arredato in modo semplice, con solo una tenda di cristallo. Gaga per il tour ha cambiato gli abiti utilizzati nello speciale registrato per PBS, apportando alcune modifiche. Il dress designer di Gaga, Brandon Maxwell ha spiegato che lui e la sua squadra hanno creato il guardaroba per i ballerini e per Gaga stessa. In primo luogo hanno preso riferimenti del regista Robert Wilson per quanto riguarda il set e l'illuminazione dei disegni. Il team ha poi iniziato con otto tipi di abbigliamento, tra i 200 ei 300 abiti, e poi si è concentrato su otto costumi per lo spettacolo, insieme con i suoi accessori. I progetti utilizzati per i costumi sono di Roberto Cavalli, Michael Costello, Mathieu Mirano, Valentino così come David Samuel Menkes, che ha creato la tuta in pelle rossa che Gaga ha indossato nello speciale per PBS. Gaga ha voluto costumi con un verde acqua o colori turchese e abiti fluenti, con una cintura in mezzo. Maxwell ha avuto cura di garantire che i vestiti non fossero troppo stretti nella zona addominale, dal momento che sarebbe risultato difficile cantare. I sandali sono stati forniti da Brian Atwood, Stuart Weitzman e Sophia Webster, mentre un paio di stivali sono stati disegnati da Giuseppe Zanotti. Hanno creato su misura scarpe che facessero apparire Gaga alta e la facessero muovere liberamente nei lunghi abiti.

## Successo commerciale
Jesse Lawrence della rivista Forbes ha riferito che c'è stata una forte domanda per i biglietti, portando all'aggiunta di ulteriori date. Egli ha anche affermato che i concerti hanno avuto un prezzo dei biglietti molto più alto della media, soprattutto nei mercati secondari. Nelle prime due date, i biglietti sono stati venduti immediatamente con un prezzo medio di mercato al di sopra $1000. Jesse ha anche scritto in un altro articolo che il concerto di fine anno di Lady Gaga e Tony Bennett è stato il più costoso, con un massimo di $647,58 e un minimo di $239. Per The Wiltern, il prezzo del biglietto era nella media di 297,64 dollari su poche centinaia di biglietti disponibili. Anche in questo caso, per gli spettacoli di New York, tutti tranne i posti in prima fila sono stati venduti, portando ad aggiungere una terza data per il 22 giugno 2015. Una situazione simile si è verificata per i biglietti messi in vendita per il loro concerto dell'8 giugno alla Royal Albert Hall di Londra, portando ad aggiungere una data ulteriore per il 9 giugno. I biglietti per il 26 e il 27 giugno al Festival di Ravinia hanno avuto anche il tutto esaurito prima di essere messi a disposizione per il pubblico. In un altro articolo su Forbes, Lawrence ha scritto che c'era una richiesta "di massa" per i biglietti sul mercato secondario per gli spettacoli del Radio City Music Hall. Secondo TiqIQ, il prezzo medio secondario era di 380,83 dollari con quelli più economici a $143, essendo i biglietti più costosi sul tour negli Stati Uniti. La media totale è cresciuta del 50,5% nel corso delle 24 date nel paese fino a 252,91 dollari. Ha anche scritto sulla data al Borgata Events Center di Atlantic City, che i biglietti costavano in media 406,90 dollari.

## Recensioni

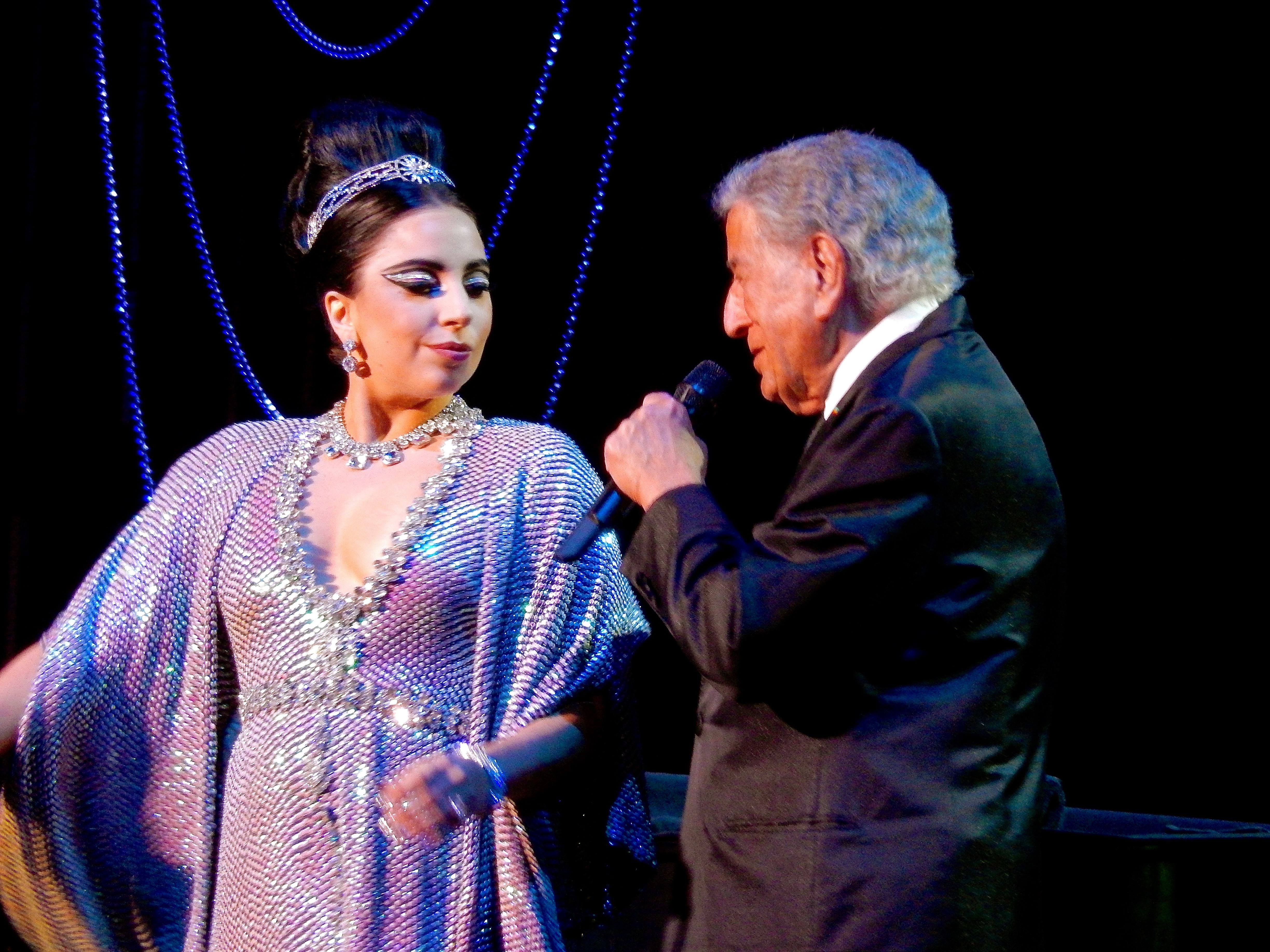
Tony Bennett e Lady Gaga durante il Cheek to Cheek Tour

Marc Graser di Variety definisce Lady Gaga e Tony Bennett "partner di danza perfetti". Egli è stato colpito dalla potenza vocale di Gaga e Bennett, indicando il concerto "affascinante, efficace, mostra il talento di due artisti su un palco decorato semplicemente con tende tempestate di cristalli". Scrivendo per Las Vegas Weekly, Mark Adams ha dato una recensione positiva, dicendo "ogni performance è stata impeccabile". Egli non ha risparmiato la lode, ammirando le loro voci e costumi. Mark ha anche osservato che "le due star potrebbero avere decenni di differenza in età, ma sono entrambi nella parte superiore del loro gioco ora". Terminò dicendo "sembra uno strano abbinamento. Ma chiunque abbia sentito questi due veri professionisti cantare insieme sa che funziona". Ashley Lee di The Hollywood Reporter ha definito il concerto come "un potente sforzo di Bennett e rispettosamente uno più trattenuto di Gaga per uno show di standards decadente ". In una recensione il The Vancouver Sun ha dichiarato che "il duo ha illuminato il Queen Elizabeth Theatre" e ha anche elogiato le prestazioni di Gaga sul palco sostenendo che "lei è un'intrattenitrice nata".

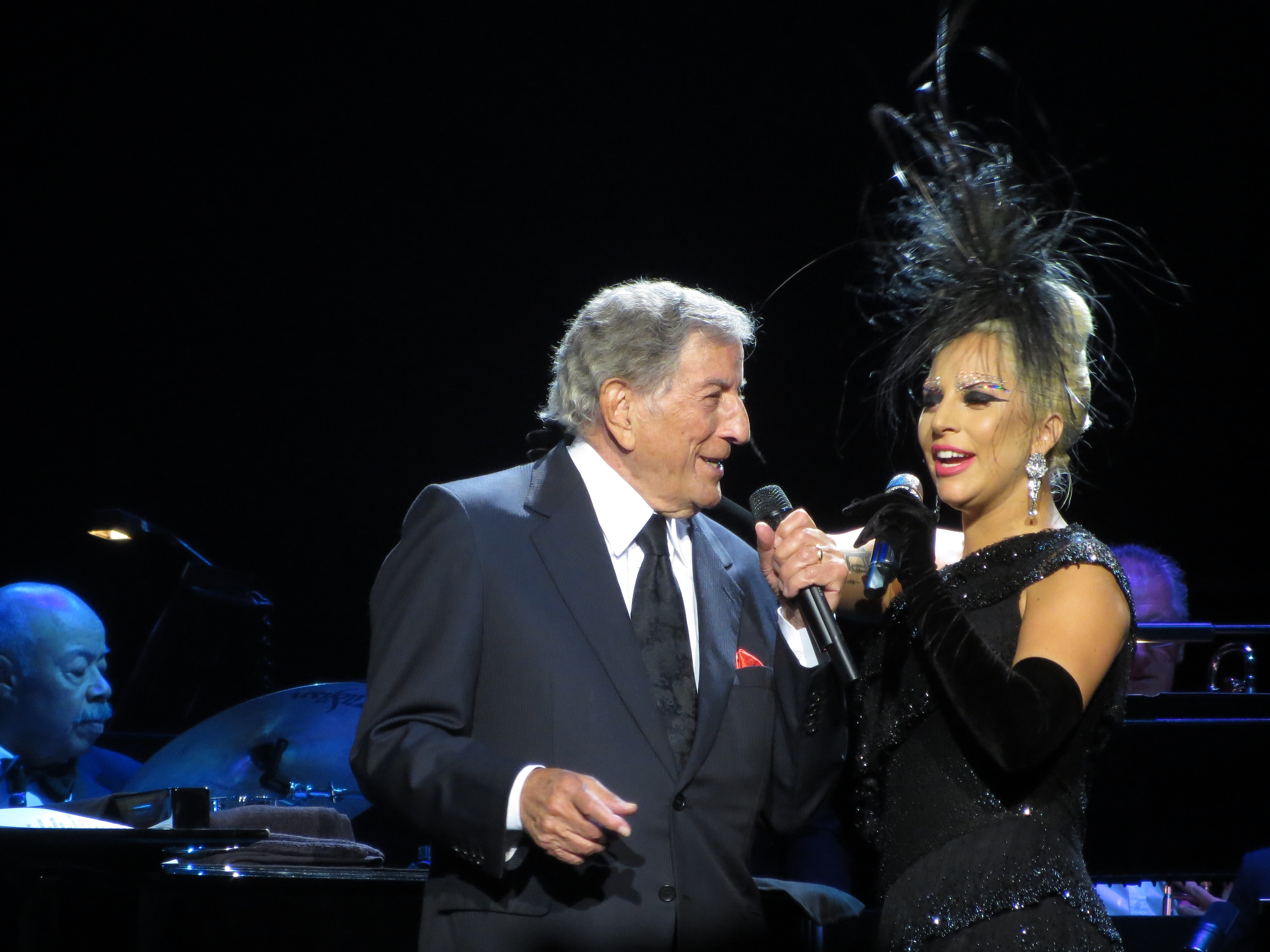
Lady Gaga e Tony Bennett durante un concerto a Las Vegas

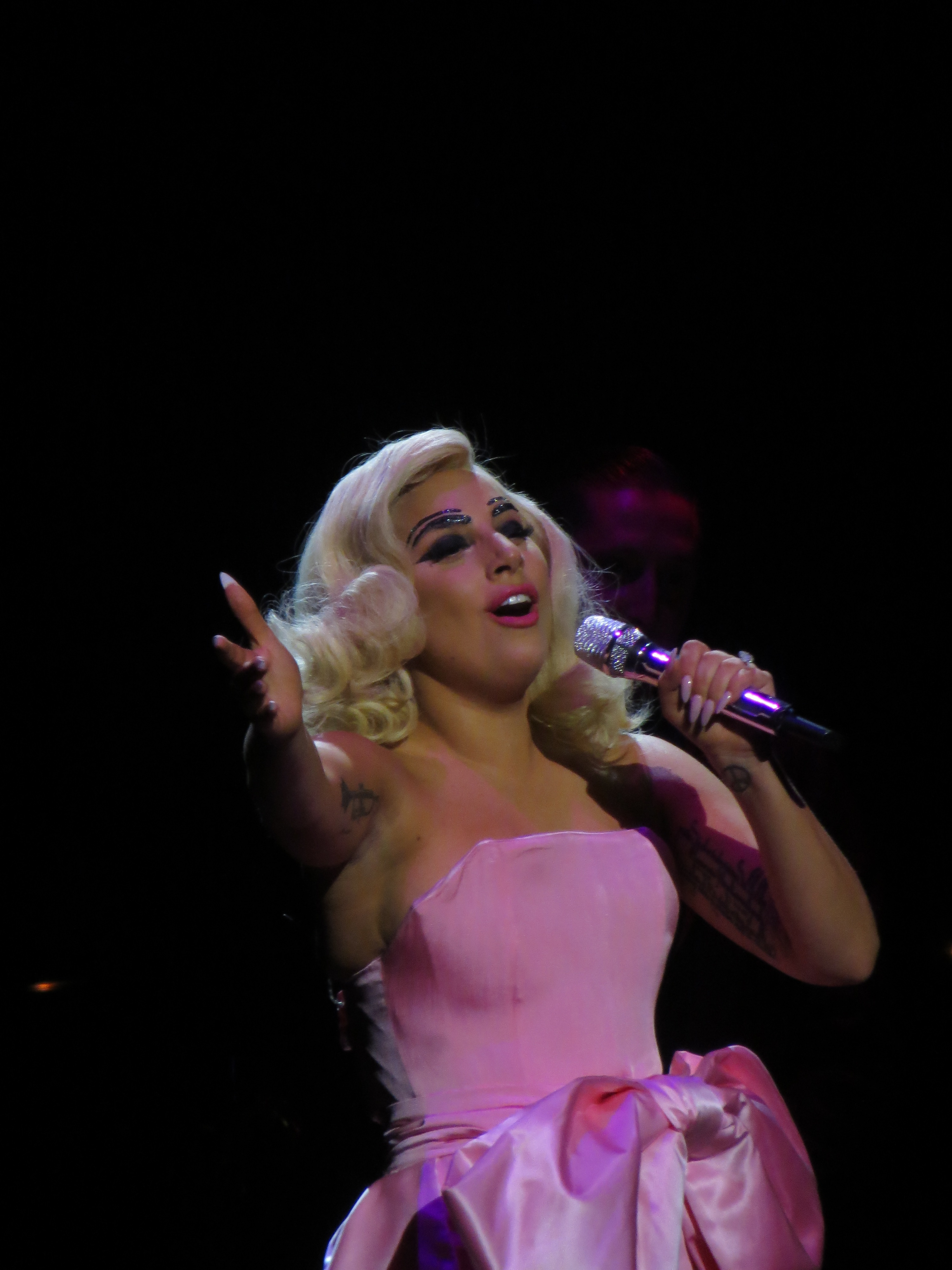
Lady Gaga mentre si esibisce con una reinterpretazione de La Vie En Rose

Stuart Derdyn da The Seattle Times ha scritto che anche se vocalmente Bennett e Gaga non erano perfetti, le loro performance da solista erano lodevole. Egli ha anche notato la reazione positiva da parte del pubblico, aggiungendo che "se ci fosse stata qualche standing ovation in più, si potrebbe aver scambiato lo spettacolo per una lezione di aerobica". Scrivendo per il San Jose Mercury Notizie, il critico Jim Harrington ha trovato le performance da solista attraenti, aggiungendo che, anche se Gaga ha aggiunto "fattori di shock" per il concerto, aveva una voce lodevole per essere alla pari con Bennett. Denny Directo da Entertainment Tonight, nella recensione degli spettacoli a Hollywood Bowl ha elogiato tutto il concerto e la capacità vocale del duo, dicendo che "Gaga è nata per eseguire il Songbook Americano" e "Bennett è un tesoro nazionale con una carriera di più di sei decenni". Alla fine, ha aggiunto, "Questi due sono un vero affare". Al contrario, Barry Brecheisen da Orange County Register ha dato una recensione negativa allo show, dicendo che la capacità di canto di Gaga è stata trattenuta e le sue partenze premature dal palco per il cambiamento di costume era fonte di distrazione.
A Londra, Bennett ha annullato la seconda data presso la Royal Albert Hall a causa dell'influenza, e quindi solo il primo spettacolo è stato esaminato dai media britannici. Scrivendo per il Daily Telegraph, il giornalista Neil McCormick ha valutato lo spettacolo con quattro stelle su cinque. Si è complimentato con il cameratismo tra Bennett e Gaga, e credeva che la loro voce era più significativa in ballate profonde come "Nature Boy'". Caroline Sulivan da The Guardian ha valutato lo spettacolo come McCormick, ma ha ritenuto che Bennett era presente più spesso sul palco di Gaga (che l'ha lasciato spesso per cambi di costume). Si è complimentata dicendo che alcune delle prestazioni erano come "grandi momenti", come "I Can't Give You Anything But Love", "Nature Boy" e "I Won't Dance", così come la performance di Gaga con "La Vie En Rose" di Édith Piaf e "Bang Bang". Lo stesso rating è stato dato da Ludovic Hunter-Tilney dal Financial Times che ha lodato la voce di Bennett, ma ha affermato che gli assoli di Gaga "gli hanno rubato la scena". Jim Farber dal New York Daily News ha esaminato il primo spettacolo dei quattro al Radio City Music Hall e ha descritto il loro rapporto live energico e divertente. Stephen Holden del New York Times ha dato una recensione positiva, lodando le loro voci e lo sviluppo dello spettacolo. Egli ha anche notato la forte chimica tra i due artisti sul palco.
Riguardo alla data italiana all'Umbria Jazz Festival, Tv Sorrisi e Canzoni scrive: "ll feeling tra i due è innegabile: eccentrica nel vestire (8 cambi d'abito), Lady Gaga abbandona le eccessive stravaganze e dimostra di riuscire a sentirsi a proprio agio, di calarsi nella parte e interpretare perfettamente l’immenso songbook della canzone americana."

## Scaletta

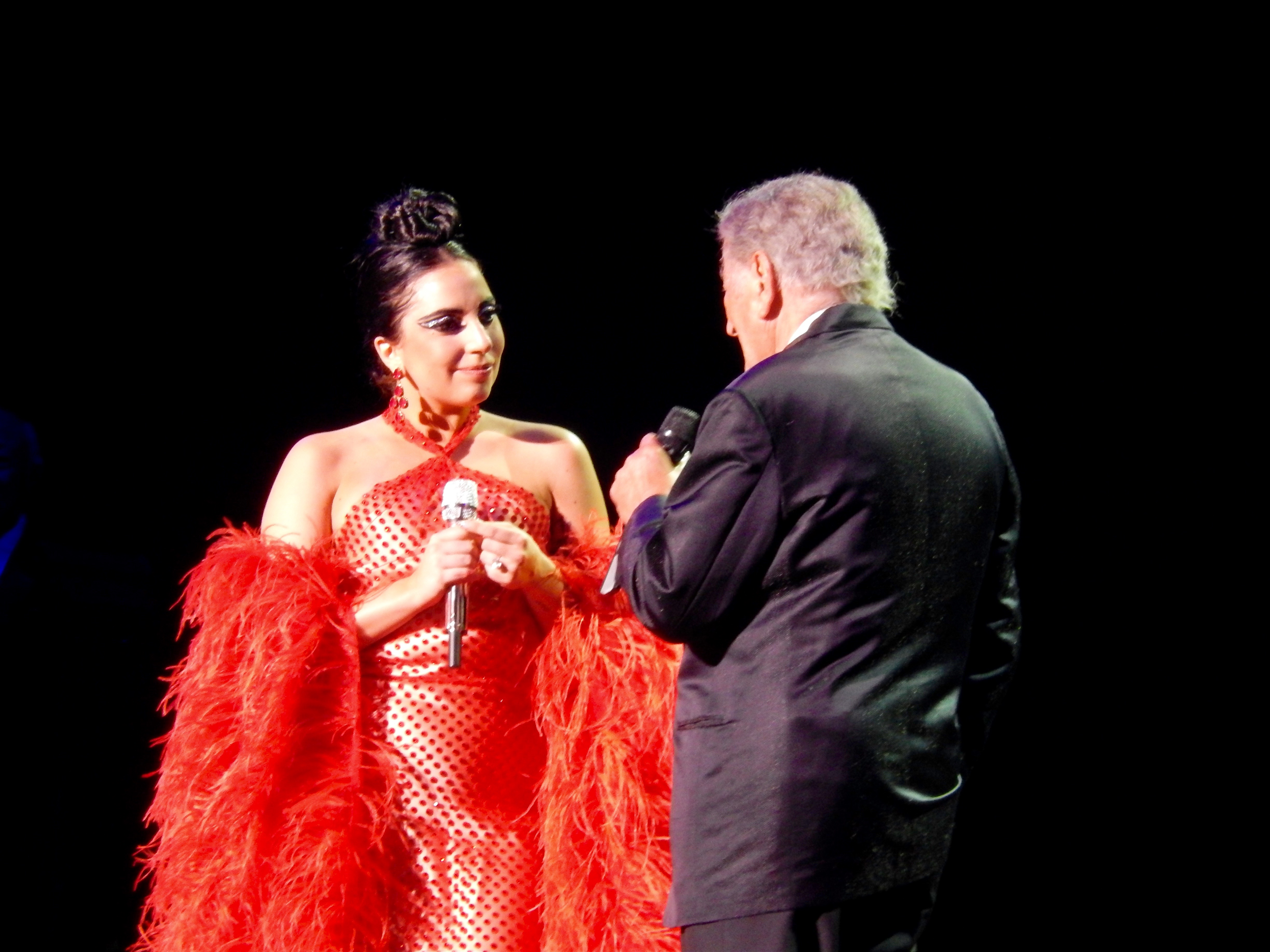
Lady Gaga e Tony Bennett si esibiscono a Las Vegas

Questa è la scaletta del primo concerto, tenuto a Las Vegas. Non rappresenta tutte le date del tour.
1. Anything Goes
2. Cheek to Cheek
3. They All Laughed
4. The Good Life
5. The Lady's in Love with You
6. Nature Boy
7. How Do You Keep the Music Playing?
8. Sing, You Sinners
9. Bang Bang (My Baby Shot Me Down)
10. Bewitched, Bothered and Bewildered
11. Firefly
12. Smile
13. When You're Smiling
14. Steppin' Out with My Baby
15. I Won't Dance
16. For Once in My Life
17. The Best Is Yet to Come
18. I Can't Give You Anything but Love
19. Lush Life
20. Sophisticated Lady
21. Watch What Happens
22. Let's Face the Music and Dance
23. Ev'ry Time We Say Goodbye
24. I Left My Heart in San Francisco
25. Who Cares?
26. But Beautiful
27. The Lady Is a Tramp
28. It Don't Mean a Thing (If It Ain't Got That Swing)

### Variazioni della scaletta
- Dal 31 maggio 2015 è presente nella scaletta la canzone La Vie En Rose, con la quale Lady Gaga si è esibita per la prima volta a Los Angeles.
- Il 15 luglio, durante la tappa italiana, è presente nella scaletta la canzone 'O Sole Mio con la quale si è esibito Tony Bennett.

## Date del tour
| 52.237/54.126 |
| ------------- |

| $5.137.268 |
| ---------- |

## Cancellazioni
| Data          | Città  | Stato       | Luogo             | Causa                     |
| Europa        | Europa | Europa      | Europa            | Europa                    |
| ------------- | ------ | ----------- | ----------------- | ------------------------- |
| 9 giugno 2015 | Londra | Regno Unito | Royal Albert Hall | Influenza di Tony Bennett |